# 824
824 (DCCCXXIV) fue un año bisiesto comenzado en viernes del calendario juliano, en vigor en aquella fecha.

## Acontecimientos
- 13 de octubre: Carta Puebla de Brañosera, otorgada en Brañosera por Munio Núñez  conde de Castilla.
- Eugenio II sucede a San Pascual I como papa.
- Nathamuni, yogui y escritor indio (f. 924). Posiblemente vivió entre 920 y 990.
- Segunda batalla de Roncesvalles

## Fallecimientos
- 11 de febrero - Pascual I, papa.